# Justinien-Victor Somis
Pour les articles homonymes, voir Somis.
Justinien-Victor, baron Somis, né le 21 juillet 1745 à Marseille, mort le 27 novembre 1836 à Marseille (Bouches-du-Rhône), est un général et homme politique français.

## Biographie
D'une famille piémontaise, Justinien-Victor Somis est le fils de Joseph Ignace Somis, officier au régiment de Picardie, ingénieur en chef du port de Marseille et chevalier de Saint-Louis, et de Catherine Rose Soucheiron. Sa sœur, Françoise Rose Clary, a épousé François Clary, elle est la mère de la reine de Suède, de la Reine Julie et du comte Clary.
Il entre en service le 1er janvier 1763 comme lieutenant en second à l'école du génie de Mézières et en sort le 1er janvier 1766 avec le grade d'ingénieur. Il reçoit son brevet de capitaine le 29 septembre 1775, et en 1782 il sert au siège de Gibraltar. En 1783 il embarque sur l'escadre combinée destinée à l'attaque de la Jamaïque, puis rentre en France. Il est fait chevalier de Saint-Louis le 7 mars 1788, et le 1er avril 1791 il est nommé lieutenant-colonel. Il démissionne le 11 juin 1792 parce qu'on lui refuse un congé, et il se retire à Marseille.
Après le 31 mai 1793 il fait partie de l'armée insurgée des Bouches-du-Rhône, puis il sert à Toulon dans les rangs des Anglo-Espagnols, défend le fort de Malbousquet et quitte la place avec les alliés lorsque celle-ci est prise le 16 décembre 1793. Il s'embarque sur la flotte espagnole, puis il sert en Catalogne comme lieutenant-colonel du régiment espagnol d'Hibernie. Il se trouve à la bataille des Albères le 1er mai 1794, puis aux combats des 7 juin et 13 août 1794, et à la bataille de la Montagne Noire du 17 au 20 novembre.
De retour en France en 1796, il y vécut en simple particulier, avant d'être réintégré dans l'armée française par Bonaparte, comme chef de brigade du génie le 24 juillet 1803. Membre et officier de la Légion d'honneur les 11 décembre 1803 et 14 juin 1804, il prend les fonctions de chef d'état-major du génie de l'armée de Batavie le 19 décembre 1803, puis au 2e corps de la grande Armée sous Marmont le 17 septembre 1805. Il prend part au combat d'Ulm du 15 au 20 octobre 1805, puis il est nommé commandant en chef du génie du 2e corps d'armée. Commandant en second le génie de l'armée de Dalmatie le 15 juillet 1806, il devient chef d'état-major du génie à l'armée d'Italie le 31 août 1806. Chevalier de la Couronne de fer en décembre 1807, il est promu général de brigade le 4 décembre de la même année, et membre du comité central des fortifications le 16 décembre 1808.
Il est chargé de l'inspection des côtes depuis Marseille jusqu'à la Spezia le 26 mai 1810, des travaux du génie à Lyon et aux îles d'Hyères le 21 août 1812. Il est créé Baron de l'Empire le 13 février 1811, et admis sur sa demande à la retraite le 22 juin 1814, avec le titre honorifique de lieutenant-général. il se rallie à Louis XVIII, et est fait par le roi commandeur de la Légion d'honneur le 23 août 1814.
Élu du département des Bouches-du-Rhône à la Chambre des représentants le 15 mai 1815, avec 7 voix sur 13 votants, il refuse d'y siéger.
Il meurt le 27 novembre 1836 à Marseille.

### Sources
- Georges Six, Dictionnaire biographique des généraux & amiraux français de la Révolution et de l'Empire (1792-1814), Paris : Librairie G. Saffroy, 1934, 2 vol., p. 464
- « Justinien-Victor Somis », dans Adolphe Robert et Gaston Cougny, Dictionnaire des parlementaires français, Edgar Bourloton, 1889-1891 [détail de l’édition]